# 维灵斯豪森
维灵斯豪森（德語：Willingshausen）是德国黑森州的一个市镇。总面积59.95平方公里，总人口5079人，其中男性2559人，女性2520人（2011年12月31日），人口密度85人/平方公里。